# Konrad Frey (Architekt)
Konrad Frey (* 1934) ist ein österreichischer Architekt.

## Leben
Konrad Frey studierte zwischen 1952 und 1958 Chemie an der Technischen Hochschule Graz und in den USA und schloss von 1959 bis 1967 ein Studium der Architektur an der TH Graz an. Außerdem besuchte er 1966 die Internationale Sommerakademie Salzburg bei Jacob Berend Bakema.
Ab 1968 arbeitete er dann bei Arup Associates in London, ehe er 1970 mit Florian Beigel in London das Architekturbüro „Building, Planning & Recources“ (BPR) gründete. Von 1974 bis 1985 war Frey Mitarbeiter des Instituts für Umweltforschung (heute: Joanneum Research) in Graz, von 1975 bis 1978 Mitarbeiter des Architekturbüros von Emil Donau in Wien. Im Jahr 1985 eröffnete er erneut ein eigenes Architekturbüro in Graz, das er bis 2001 führte. Immer wieder war er als Gastprofessor tätig, u. a. von 1971 bis 1973 als Lecturer am Kingston Polytechnic in London, 1996/97 an der Universität Innsbruck, 1997 als Gastkritiker an der Columbia University und am Pratt Institute in New York sowie 2004/05 an der TU Wien.

## Wirken
In den Jahren 2016 bis 2019 arbeitete ein Forschungsprojekt des Instituts für Architekturtheorie, Kunst- und Kulturwissenschaften an der Technischen Universität Graz das Wirken von Frey auf. Frey gilt als bedeutendes Mitglied der Avantgarde der Grazer Schule, aber auch als Pionier auf dem Gebiet der Solararchitektur. Im Jahr 1972 baute er das erste Solarhaus in Österreich.

## Ausstellungen (Auswahl)
- 1981: „Architektur aus Graz“, Künstlerhaus Graz[1]
- 1995: „Österreichische Architektur des 20. Jahrhunderts“, Deutsches Architekturmuseum Frankfurt am Main[1]
- 2006: „a_schau. Österreichische Architektur im 20. und 21. Jahrhundert“, Architekturzentrum Wien[1]
- 2013: „Frey_denken. Architektur als Experiment“, Haus der Architektur Graz[1]
- 2017: „Graz Architektur. Rationalisten, Ästheten, Magengrubenarchitekten, Demokraten, Mediakraten“, Kunsthaus Graz[1]

## Bauten (Auswahl)
- 1975–1977: mit Florian Beigel: Haus Fischer, am Grundlsee
- 1980: Kinderhaus auf der Strosiz
- 1977–1985: Experimentelles Sonnenhaus Zankel, Genf
- 1987: Haus und Steg Rosegger, Graz
- 1989–1991: mit Andreas Ortner: Kunsthaus Mürzzuschlag
- 1993–1994: Erweiterung des Bildungshauses Schloss Seggau
- 1995: Cogenerationskraftwerk Magna, Graz
- 1995–1998: Kindergarten Hart

## Auszeichnungen
- 2024: Großes Ehrenzeichen des Landes Steiermark[3]